# Libaia
Libaia o Libaya, rey de Asiria (1690 a. C. - 1674 a. C.).
Hijo y sucesor del rey Belu-bani, la Crónica real asiria le atribuye 17 años de reinado. No conocemos otros datos sobre su gobierno.
Le sucedió su hijo Sharma-Adad I.
| Predecesor: Belu-bani | Rey de Asiria 1690 a. C.-1674 a. C. | Sucesor: Sharma-Adad I |